# Kamaʻehuakanaloa
Le Kamaʻehuakanaloa, anciennement Lōʻihi jusqu'en 2021, est un volcan sous-marin situé à environ trente kilomètres au Sud-Est de l'île d'Hawaï. Il est le plus jeune volcan du point chaud de l'archipel d'Hawaï.

## Toponymie
Le mont sous-marin est nommé « Lōʻihi » en 1955 après sa découverte lors d'une campagne de recherche l'année précédente. Ce toponyme hawaïen signifie en français « long » en référence à sa forme allongée. Toutefois, ce toponyme, bien qu'en hawaïen, n'est pas assez représentatif de la culture insulaire au regard de chants traditionnels mentionnant Kamaʻehuakanaloa, un volcan sous-marin mythique et dont le nom signifie en français « enfant rougeoyant de Kanaloa », Kanaloa étant la divinité de la mer dans la mythologie hawaïenne. Ce nouveau nom est ainsi adopté en juillet 2021 par le Hawaiʻi Board on Geographic Names.

## Géographie
Le Kamaʻehuakanaloa s'organise le long d'un rift long d'une trentaine de kilomètres, orienté nord-ouest — sud-est et situé sur le flanc de la partie immergée de l'île d'Hawaï. Le sommet du volcan est formé d'une caldeira de 2,8 kilomètres de largeur sur 3,7 kilomètres de longueur comprenant trois cratères en forme de puits. L'un de ces cratères, le « puits de Pélé », s'est formé en juillet 1996. Il a un diamètre de 600 mètres et est profond de 300 mètres. L'activité volcanique produit des pillow lava ainsi que des cheminées hydrothermales éjectant des eaux à 160 °C et où vivent des bactéries chimiosynthétiques et des organismes thermophiles.

## Histoire éruptive

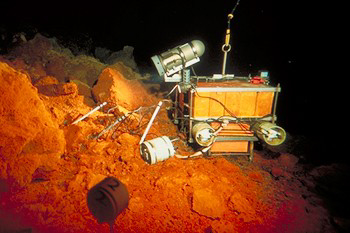
Le robot Ocean Bottom Observatory de la NOAA sur les flancs du Kamaʻehuakanaloa vers 1990.

Avant les années 1970, il n'était pas connu pour être actif et il était considéré comme un mont sous-marin quelconque. Ce n'est que lorsque des scientifiques se sont intéressés à des séries de séismes localisés au niveau du Kamaʻehuakanaloa qu'ils se sont rendu compte qu'il s'agissait d'un volcan.
En 1996, il a connu une importante éruption avec une intense activité sismique, la mise en place de grandes quantités de lave, la formation du puits de Pélé et l'augmentation de la température des eaux émises par les sources hydrothermales jusqu'à 200 °C. Cette éruption est considérée comme la première mise en évidence directe d'une activité volcanique chez un volcan sous-marin.
L'observation du volcan se fait principalement depuis la surface à l'aide de sismographes, de radars et d'images satellites. Quelques plongées en sous-marin ont eu lieu afin d'obtenir quelques photographies, des relevés de température et des échantillons de roche.